# Wala ghaliba illa Allah

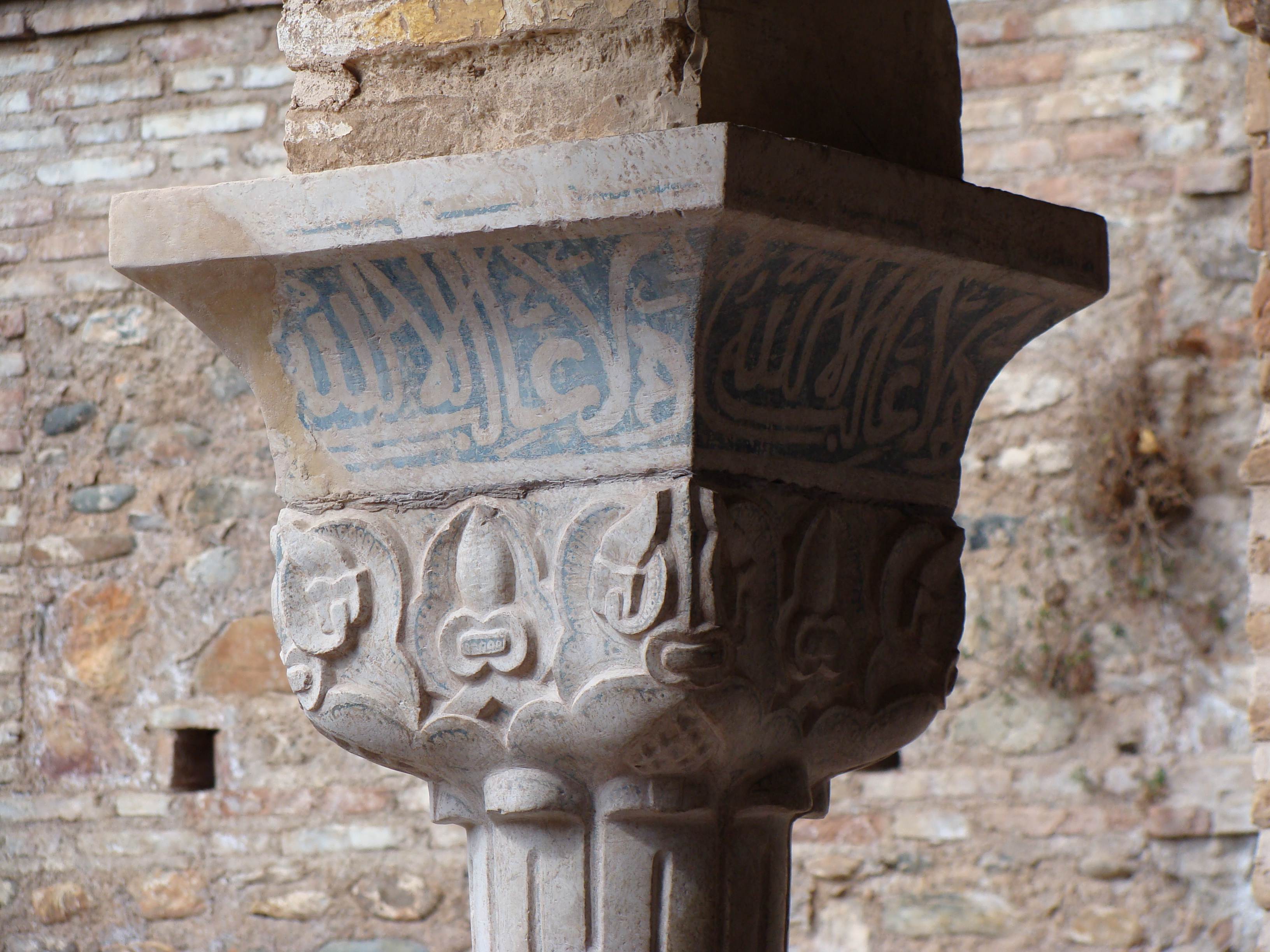
Une des multiples déclinaisons du thème, sur un chapiteau.

Wala ghaliba illa Allah (en arabe : ولا غالب إلا الله) est une expression arabe signifiant « Il n'y a de vainqueur excepté Dieu ». Elle a été utilisée comme devise de l'Émirat nasride de Grenade, le dernier état musulman à avoir régné sur une partie de la péninsule ibérique.

## Contexte historique
Yûsuf Ier inscrivit sur tous les murs de ses appartements palatins les paroles prononcées par le fondateur de la dynastie des Nasrides, Mohammed Ier al-Ghâlib ben al-Ahmar.
Lorsque ce dernier prit la cité de Grenade, il prononça la phrase correspondante, s'en remettant à Dieu pour ce haut fait ; la dynastie commençait.
La légende rapportée par les Castillans est que Mohammed Ier parvint à la cité après avoir bataillé à la suite des multitudes d'escarmouches faisant suite à la défaite almohade de Las Navas de Tolosa, et aurait répondu à la foule en liesse qui l'accueillait (propos rapportés en castillan) « ¡Vencedor, Vencedor! » (« Vainqueur, vainqueur ! »), ce à quoi il répondit : « Sólo hay un vencedor, y es Dios » (« Il n'y a qu'un seul vainqueur, et c'est Dieu »).

## Signification
La phrase, selon les traducteurs rencontrés, peut être transcrite ainsi :
- « Et il n'y a pas de vainqueur, sinon Dieu » : le fondateur des Nasrides aurait ainsi exprimé qu'il dédiait sa victoire (la prise de Grenade) à Dieu.

## Point de vue culturel
La diversité des décorations portant cette inscription illustre la maturité des styles calligraphiques arabes.
La majorité des représentations correspond au style coufique sur stuc, fleuri de décorations épigraphiques. 